# Papillaria flaccidula
Papillaria flaccidula är en bladmossart som beskrevs av Cardot in Grandidier 1915. Papillaria flaccidula ingår i släktet Papillaria och familjen Meteoriaceae. Inga underarter finns listade i Catalogue of Life.